# Mémorial Angelo Fumagalli
Le Mémorial Angelo Fumagalli est une course cycliste italienne qui se déroule autour de Castello di Brianza, en Lombardie. Durant son existence, cette épreuve est organisée par la Polisportiva Castello Brianza. Elle fait partie du calendrier national de la Fédération cycliste italienne. 

## Palmarès
| Année | Vainqueur         | Deuxième           | Troisième         |
| ----- | ----------------- | ------------------ | ----------------- |
| 2005  | Aristide Ratti    | Carlo Scognamiglio | Gianluca Moi      |
| 2006  | Dmytro Grabovskyy | Alessandro Bazzana | Marcello Pavarin  |
| 2007  | Cristopher Bosio  | Simone Ponzi       | Giuseppe De Maria |
| 2008  | Emanuele Vona     | Vitaliy Buts       | Alessandro Mazzi  |
| 2009  | Sacha Modolo      | Tomas Alberio      | Kristjan Koren    |
| 2010  | Andrea Pasqualon  | Enrico Mantovani   | Alexey Tsatevitch |
| 2011  | Stefano Agostini  | Enrico Battaglin   | Nicola Boem       |
| 2012  | Davide Villella   | Enrico Barbin      | Andrea Fedi       |
| 2013  | Andrea Zordan     | Davide Villella    | Davide Pacchiardo |
| 2014  | Matteo Collodel   | Alberto Cecchin    | Davide Martinelli |
| 2015  | Nicolò Rocchi     | Marco Tizza        | Alfio Locatelli   |
| 2016  | Davide Orrico     | Enea Cambianica    | Fausto Masnada    |